# Loren Fatović
Loren Fatović (Dubrovnik, 1996. november 16. –) kétszeres világ-, és egyszeres Európa-bajnok horvát válogatott vízilabdázó, jelenleg a Jadran Split játékosa.

## Sportpályafutása
2016 és 2023 között a Jug Dubrovnik játékosaként több ízben hódította el a horvát bajnoki címet, valamint horvát kupa- és szuperkupagyőztes is volt; mindemellett 2016-ban bajnokok ligája-győzelmet és szuperkupa-győzelmet szerzett, továbbá hat alkalommal szerepelt az Adria-liga döntőjében, négy alkalommal aranyérmet szerezve. 2023-tól a Jadran Split játékosa, mellyel a 2023-24-es idényben bajnoki címet szerzett.
2017-ben tagja volt a budapesti világbajnokságot megnyerő horvát nemzeti együttesnek. 2018-ban Európa-bajnoki-, egy évvel később pedig világbajnoki bronzérmet szerzett. 2020-ban 4. helyen végzett a budapesti Európa-bajnokságon, egy évvel később pedig tagja volt a horvát válogatott olimpiai keretének. 2022 nyarán világbajnoki negyedikként zárt, kora ősszel csapatával megnyerte a hazai rendezésű Európa-bajnokságot, egy évvel később pedig világbajnoki 9. helyet szerzett. A 2024-es év kimondottan eredményesen alakult a horvát válogatott számára: a januári Európa-bajnokság ezüst, a februári világbajnokság pedig aranyérmet hozott. Fatović mindkét tornán kerettag volt, valamint bekerült a párizsi olimpiára utazó keretbe is.

## Magánélete
Édesapja, Elvis Fatović Európa-bajnoki ezüstérmes vízilabdázó, edző.

## Eredményei

### Klubcsapattal

#### Jug Dubrovnik
- Horvát bajnokság
  - Bajnok: 2015-16, 2016-17, 2017-18, 2018-19, 2019-20, 2021-22
  - Ezüstérmes: 2020-21, 2022-23

- Horvát kupa
  - Győztes: 2015-16, 2016-17, 2017-18, 2018-19, 2022-23

- Horvát szuperkupa
  - Győztes: 2022

- Adria-liga
  - Győztes: 2015-16, 2016-17, 2017-18, 2022-23
  - Ezüstérmes: 2018-19, 2019-20, 2020-21

- Bajnokok ligája
  - Győztes: 2015-16

- LEN-szuperkupa
  - Győztes: 2016

### Jadran Split
- Horvát bajnokság
  - Bajnok: 2023-24

### Válogatottal

#### Horvátország
- Világliga: Bronzérmes: 2017
- Világbajnokság: Aranyérmes: 2017
- Világliga: 5. hely: 2018
- Európa-bajnokság: Bronzérmes: 2018
- Világkupa: 5. hely: 2018
- Világliga: Ezüstérmes: 2019
- Világbajnokság: Bronzérmes: 2019
- Európa-bajnokság: 4. hely: 2020
- Olimpiai játékok: 5. hely: 2020
- Világbajnokság: 4. hely: 2022
- Európa-bajnokság: Aranyérmes: 2022
- Világbajnokság: 9. hely: 2023
- Európa-bajnokság: Ezüstérmes: 2024
- Világbajnokság: Aranyérmes: 2024